# 沙河水库 (北京市)
40°08′04″N 116°18′37″E / 40.1344266°N 116.3101834°E
北京市沙河水库位于北京市昌平区沙河镇，京藏高速从（沙河、阳坊）出口下高速，沿辅路前约200米见碧水庄园大门，从大门北侧水泥路直行即到。

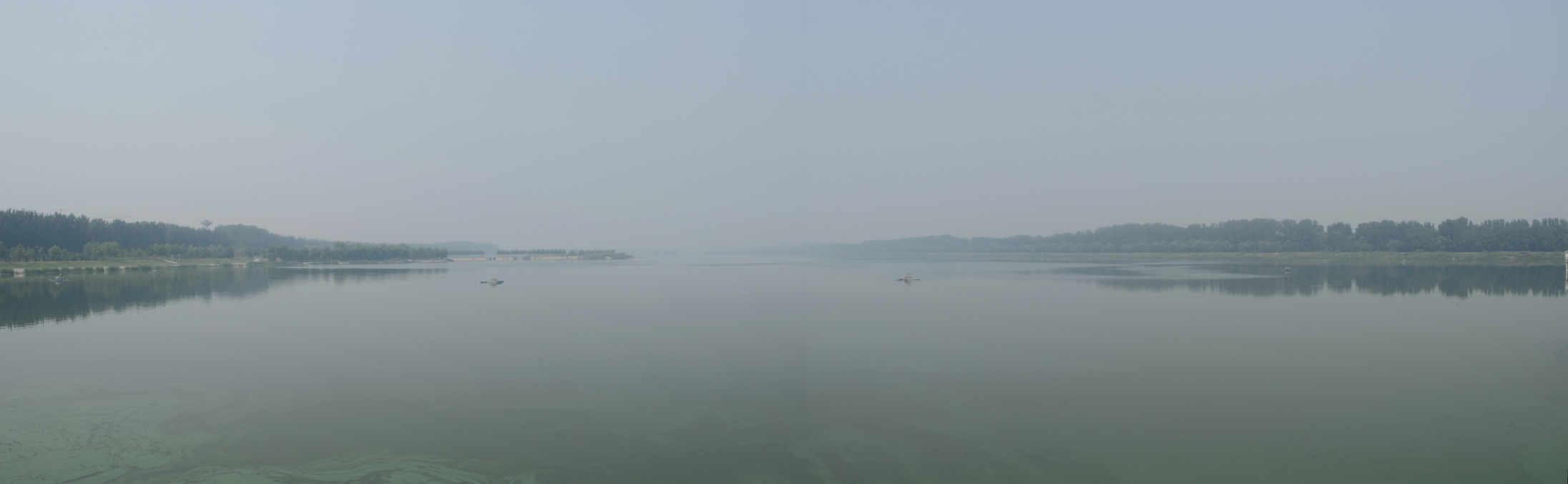
沙河水库全景图

沙河水库位于昌平区，是离市中心比较近的一块小湿地，北沙河、南沙河在此汇合成温榆河。大概位置是在回龙观社区的正北 10 公里左右的地方，水库的总面积不太大，东边有一个沿着自然水域而建的沙河閘公园，可以在其中垂钓、烧烤、扎营，或者沿着小路散步。公園的南方有一個高爾夫俱樂部。